# Provinz Puerto de Mejillones
Puerto de Mejillones ist eine Provinz im westlichen Teil des Departamento Oruro im Hochland des südamerikanischen Anden-Staates Bolivien.

## Lage
Die Provinz Puerto de Mejillones ist eine von sechzehn Provinzen im Departamento Oruro. Sie liegt zwischen 18° 53' und 19° 16' südlicher Breite und zwischen 68° 10' und 68° 26' westlicher Länge.
Sie ist im Norden, Westen und Osten von der Provinz Sabaya umgeben, im Südwesten grenzt sie an die Republik Chile. Die Provinz erstreckt sich über 45 Kilometer in Nord-Süd-Richtung und über 35 Kilometer in Ost-West-Richtung.

## Bevölkerung
Die Einwohnerzahl der Provinz Puerto de Mejillones ist in den vergangenen drei Jahrzehnten auf mehr als das Vierfache angestiegen:
| Jahr | Einwohner | Quelle       |
| ---- | --------- | ------------ |
| 1992 | 751       | Volkszählung |
| 2001 | 1 130     | Volkszählung |
| 2012 | 2 076     | Volkszählung |
| 2024 | 3 528     | Volkszählung |

42,6 Prozent der Bevölkerung sind jünger als 15 Jahre alt. 97,0 Prozent der Bevölkerung sprechen Spanisch, 66,6 Prozent Aymara und 8,6 Prozent Quechua. (2001)
74 Prozent der Bevölkerung haben keinen Zugang zu Elektrizität, 73 Prozent leben ohne sanitäre Einrichtung (1992).
83,8 Prozent der Erwerbstätigen arbeiten in der Landwirtschaft, 1,0 Prozent in der Industrie, 15,2 Prozent im Dienstleistungsbereich (2001).
74 Prozent der Einwohner sind katholisch, 18 Prozent sind evangelisch (1992).

## Gliederung
Die Provinz unterteilte sich bei der letzten Volkszählung von 2024 in die folgenden drei Verwaltungsbezirke (bolivianisch „Municipios“):
- 04-1501 Municipio La Rivera – 1.266 Einwohner
- 04-1502 Municipio Todos Santos – 1.132 Einwohner
- 04-1503 Municipio Carangas – 1.130 Einwohner

## Ortschaften in der Provinz Puerto de Mejillones
- Municipio La Rivera
  - La Rivera 189 Einw.

- Municipio Todos Santos
  - Todos Santos 219 Einw.

- Municipio Carangas
  - Triandino 306 Einw. – Carangas 34 Einw.